# Моррис, Реджинальд Оуэн
Реджинальд Оуэн Моррис (англ. Reginald Owen Morris; 3 марта 1886, Йорк — 14 декабря 1948, Лондон) — британский композитор и музыкальный педагог.

## Биография
Окончил Королевский колледж музыки и затем на протяжении многих лет преподавал там композицию и контрапункт; в 1926 году был также приглашённым профессором Кёртисовского института. Среди многочисленных учеников Морриса — такие заметные композиторы, как Джералд Финци, Майкл Типпет, Констант Ламберт, Эдмунд Раббра, Джин Култхард, Мириам Хайд. Опубликовал учебники «Введение в контрапункт» (англ. Introduction to Counterpoint; Оксфорд, 1944) и «Основы практической гармонии и контрапункта» (англ. Foundations of Practical Harmony and Counterpoint; Оксфорд, 1946), монографии «Техника контрапункта в XVI веке» (англ. Contrapuntal Technique in the Sixteenth Century; Оксфорд, 1922, 10-е издание 1975) и «Структура музыки» (англ. The Structure of Music; Оксфорд, 1935).
Репутация Морриса характеризуется неоднозначно: так, биограф Финци отмечает, что Моррис «имел репутацию лучшего педагога в стране» и, отличаясь требовательностью и скрупулёзностью подхода, всегда отдавал предпочтение живому музыкальному творчеству перед абстракциями теории; в то же время биограф Бенджамина Бриттена, уклонившегося от обучения у Морриса, характеризует его как ярого музыкального консерватора и цитирует крайне пренебрежительные отзывы юного Бриттена о собственных сочинениях Морриса.